# Perdita zonalis
Perdita zonalis là một loài Hymenoptera trong họ Andrenidae. Loài này được Cresson mô tả khoa học năm 1879.